# Abuta
Abuta es un género perteneciente a la familia Menispermaceae, con unas 32 especies, nativas de las regiones tropicales de Centroamérica y Sudamérica.
Este género se encuentra clasificado en la tribu Anomospermeae, junto con Anomospermum.

## Descripción
Son plantas caducas, trepadoras o raramente árboles erectos o arbustos (Abuta concolor) con hojas simples. Las flores surgen en panículas, con flores masculinas con seis sépalos en cabezales sin pétalos y seis estambres. El fruto es una drupa ovoide.

## Usos
Es uno de los componentes del veneno curare que algunas tribus indígenas de Sudamérica ponen en sus flechas. (especialmente Abuta imene de Colombia). 
Las raíces de la pareira brava de la Guayana (Abuta rufescens) se usan medicinalmente contra enfermedades del tracto urogenital, pero al ser téxico es peligroso su uso.
Los extractos de diclorometano de Abuta grandifolia y Minthostachys setosa (Labiatae) han demostrado tener una alta actividad larvicida contra el mosquito Aedes aegypti, siendo el más activo el extracto de diclorometano de la A. grandifolia.